# 弥渡站
弥渡站，位于中华人民共和国云南省大理白族自治州弥渡县红岩镇，是广大铁路上的火车站，建于1999年，由昆明铁路局管辖。该站不办理客运业务，货运办理整车货物到发。